# Walter Galli
Walter Galli (Cesena, 1º luglio 1921 – 29 dicembre 2002) è stato un poeta e pittore italiano; ha composto in lingua romagnola.

## Biografia
Walter Galli è nato a Cesena nella zona popolare della Valdoca (uno dei quartieri più antichi della città) ed è cresciuto in un ambiente dialettofono. Dopo aver frequentato l'Istituto Agrario "Garibaldi-Da Vinci" ha svolto l'attività di impiegato. Nel tempo libero ha coltivato l'interesse per la poesia e la pittura.
Ha pubblicato le prime poesie in romagnolo nel volume La pazìnzia (La pazienza, 1976) e successivamente in Una vita acsé (Una vita così, 1989). Ha inoltre pubblicato poesie nelle riviste: «Il lettore di provincia», «Lengua», «Diverse lingue», «Poesia», «Graphie» e «Confini». L'opera poetica di Galli è stata successivamente raccolta nel 1999 nel volume Tutte le poesie. 
Dopo la morte, avvenuta nel 2002, sono state pubblicate la plaquette Le ultime. Poesie (2004), il volume Eros. Imitazioni da Marziale (2013) e l'antologia Compianto per la Valdoca, a cura di Roberto Casalini e della moglie Anna Simoncini (2012).
Poesie di Walter Galli sono state inserite anche nelle antologie Cento anni di poesia dialettale romagnola (Imola, Galeati, 1976), Le radici e il sogno. Poeti dialettali del secondo ‘900 in Romagna (Faenza, Mobydick, 1996) e nel volume D’un sangue più vivo. Poeti romagnoli del Novecento. Ha ricevuto diversi riconoscimenti, tra cui il Premio Lanciano. 
La poesia di Galli guarda spesso alla forma dell'epigramma, a Marziale soprattutto. Galli preferiva lo stile conciso ed essenziale, rifuggiva la retorica e le affettazioni. Le sue liriche sono segnate da un'amarezza venata d'ironia e si avvalgono di paradossi, di esagerazioni per raccontare le assurdità e i non-sense della vita. I personaggi descritti nelle sue liriche sono in genere gli uomini e le donne della Valdoca, il quartiere di Cesena dove Galli è sempre vissuto.
La Biblioteca Malatestiana di Cesena ha ospitato nel 2018 l'iniziativa "Walter Galli poeta e pittore", un omaggio all'artista e al poeta, con l'esposizione di una nutrita scelta delle sue opere.

## Opere
Raccolte di inediti

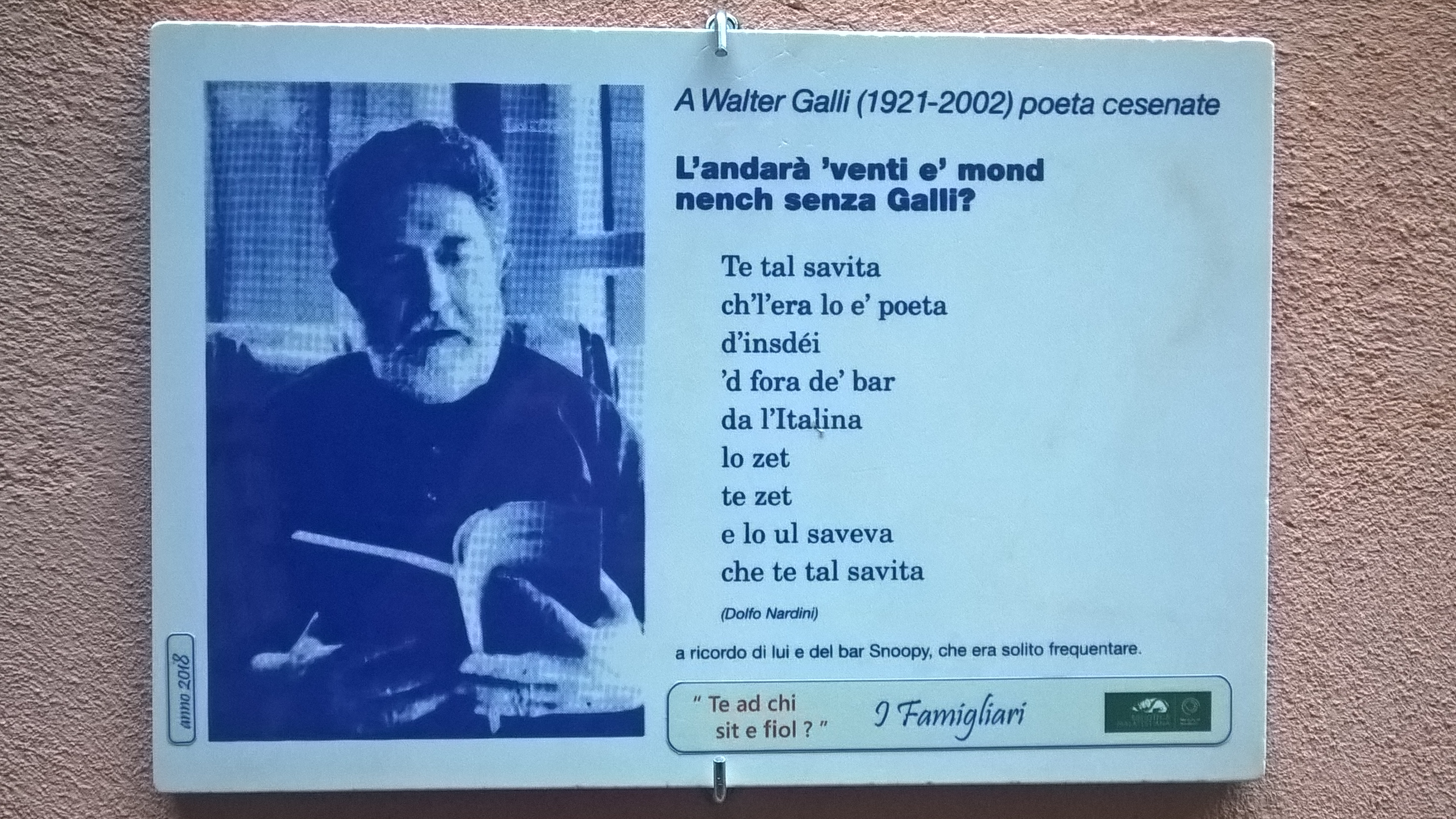
Targa dedicata a Walter Galli (4 luglio 2018, Galleria Almerici, Cesena)

- La pazìnzia (Ravenna, Edizioni del Girasole,1976);
- Una vita acsé (Venezia, Edizioni del Leone, 1989);
- Le ultime. Poesie (Cesena, Società editrice Il Ponte Vecchio, 2004);
- Eros. Imitazioni da Marziale (Cesena, Il Vicolo, 2013).

Antologie
- Tutte le poesie (1951-1995) (Cesena, Società editrice Il Ponte Vecchio, 1999)[7];
- Compianto per la Valdoca, antologia per il decennale della morte a cura di Anna Simoncini e Roberto Casalini (Cesena, Società editrice Il Ponte Vecchio, 2012).